# Bergères-lès-Vertus
Bergères-lès-Vertus – miejscowość i gmina we Francji, w regionie Grand Est, w departamencie Marna.
Według danych na rok 1990 gminę zamieszkiwało 536 osób, a gęstość zaludnienia wynosiła 29 osób/km².